# Nelsonia goldmani
Nelsonia goldmani es una especie de roedor de la familia Cricetidae.

## Distribución geográfica
Se encuentra sólo en México.  